# Реа
Реа (італ. Rea) — муніципалітет в Італії, у регіоні Ломбардія,  провінція Павія.
Реа розташована на відстані близько 450 км на північний захід від Рима, 39 км на південь від Мілана, 8 км на південь від Павії.
Населення — 428 осіб (2014).

## Демографія
Населення за роками:

Станом на 1 січня 2023 року в муніципалітеті офіційно проживали 24 іноземці з 4 країн, серед них 12 громадян країн Євросоюзу та 11 громадян України.

## Сусідні муніципалітети
- Брессана-Боттароне
- Кава-Манара
- Травако-Сіккомаріо
- Верруа-По